# معبد دایگو
معبد دایگو (به ژاپنی: 醍醐寺 Daigo-ji) یک پرستشگاه شینگون است که در فوشیمی، کیوتو در کیوتو در ژاپن قرار دارد.

## باغ
بیش از هفت قرن پس از تأسیس آن، تویوتومی هیده‌یوشی در سال ۱۵۹۸ در معبد فرعی سانبو-این مهمانی معروف جشن شکوفه‌های گیلاس دایگو را برگزار کرد.
رنگهای روشن برگهای افرا در فصل پاییز گردشگران و مردم را به خود جلب می‌کند. مقبره امپراتور سوزاکو، معروف به دایگو نو میساساگی، در نزدیکی معبد دایگو واقع شده‌است.